# حیات (فیلم ۲۰۱۷)
حیات (انگلیسی: Life) یک فیلم علمی–تخیلی مهیج (هیجان انگیز) و دلهره آور آمریکایی به کارگردانی دنیل اسپینوزا و نویسندگی رت ریس و پال ورنیک است که در سال ۲۰۱۷ منتشر شد. از بازیگران آن می‌توان به جیک جیلنهال، ربکا فرگوسن و رایان رینولدز اشاره کرد. این فیلم توسط کلمبیا پیکچرز در ۲۴ مارس ۲۰۱۷ در ایالات متحده اکران شد.

## خلاصه داستان
شش فضانورد به فرماندهی «کت» درون ایستگاه فضایی بین‌المللی در حال مطالعه روی گونه ای هستند که بر روی سیاره مریخ کشف شده‌است و ممکن است مدرکی مبنی بر وجود زیست فرازمینی بر روی مریخ باشد.
خدمه متوجه می‌شوند که این‌گونه از دسته جانداران چندیاخته‌ای هستند و اولین نمونه حیات خارج از زمین را شامل می‌شود؛ ولی حقیقت با چیزی که آنها می‌بینند متفاوت است.
که روش آنها باعث به‌وجود آمدن عواقبی ناگوار و ناخواسته می‌شود.
خدمه در حال مطالعه بر روی این‌گونه (که آن را «کالوین» نامیده‌اند) هستند آن‌ها پی‌درپی روش‌های متفاوتی را همچون کم کردن اکسیژن، بالا و پایین کردن دما و… را انجام می‌دهند تا موجود بی‌جان را مطالعه کنند که در نهایت موفق به جاندار کردن می‌شوند. آنها ادامه می‌دهند و ترجیح می‌دهند روش شوک الکتریکی ضعیف را به کالوین بدهند تا ببینند چه تأثیری بر روی کالوین خواهد گذاشت و در کمال تعجب متوجه می‌شوند که کمی بزرگ‌تر شده و هوش بالاتری پیدا می‌کند درنتیجه قدرتش چندبرابر می‌شود و دست آزمایشگر را می‌گیرد و با قدرت بسیار زیادی که دارد دست را می‌شکند، کالوین با هوشی که دارد سریع سراغ شوکر الکتریکی می‌رود و از وسط به دو نیم تقسیم می‌کند و از طرف تیز شوکر شروع به پاره کردن دستکش برای خروج از محفظه شماره ۱می‌کند.
گونه‌ای که آنها کشف کرده‌اند زنده است و دارای سطح هوشی بسیار بالایی است که مانند انسان‌ها نیاز به اکسیژن، غذا و هوای کافی برای زنده ماندن دارد.

## بازیگران
- جیک جیلنهال در نقش دکتر دیوید جوردن، آمریکا، مأمور پزشکی آی‌اس‌اس
- ربکا فرگوسن در نقش دکتر میراندا نورث، بریتانیا، مأمور قرنطینه سی‌دی‌سی
- رایان رینولدز در نقش روری آدامز، آمریکا، مهندس آی‌اس‌اس
- هیرویوکی سانادا در نقش شو موراکامی، ژاپن، مهندس سامانه آی‌اس‌اس
- آریون باکاره[۱] در نقش دکتر هیو دِری، بریتانیا، اخترزیست‌شناس آی‌اس‌اس
- اولگا دیگوفیچنایا در نقش اکاترینا گالووکینا (کت)، روسیه، فرمانده مأموریت آی‌اس‌اس
- نائوکو موری در نقش کازومی، همسر شو موراکامی

## گیشه
فیلم از لحاظ گیشه توانست فروش رضایت کننده‌ای داشته باشد و حدود دو برابر بودجه خود فروش داشته باشد.

## توضیحات
فیلم از لحاظ داستان و حال و هوا بسیار شبیه فیلم بیگانه (۱۹۷۹) می‌باشد.
پایان فیلم به گونه‌ای می‌باشد که مخاطب حس می‌کند قسمت دوم فیلم وجود دارد یا قرار است ساخته شود، ولی تاکنون از هیچ منبعی خبر بر ساخت دنبالهٔ این فیلم اعلام نشده‌است.